# 陳雷 (1907年生)
陳雷（ちんらい、1907年 - 1991年8月9日）は、中華人民共和国の政治家。本名牟春霆、別名牟敦雷。

## 経歴
1907年、山東省日照県（現日照市）牟家小荘村に生まれる。1925年8月、鄧恩銘、丁君羊の指導を受けて安哲、鄭天九らとともに少年日照学会を立ち上げた。1926年10月、北伐に参加し、1927年3月には鄧恩銘の紹介で中国共産党に加入した。1928年春、安哲が県委書記、鄭天九と陳雷が県委となって中共日照県委が成立し、鄭天九は宣伝工作、陳雷は組織工作を分担した。1932年春に日照県委は日照中心県委へ改組され、陳雷は組織部長となった。同年10月、日照暴動に参加したが、その失敗後は青島を経由して上海へ逃れた。
1933年、中共中央の指令により福建第19軍で活動したが、すぐに上海へ戻り中央特科で情報工作に従事した。1938年以降、中社部工読学校校長などを務める。中華人民共和国成立後、1951年山東省人民検察署主任検察官、同年2月山東省人民政府委員を務める。1955年から1956年まで山東省人民検察院検察長、1963年12月山東省副省長、1967年2月山東省革命委員会常務委員。1991年8月9日に済南で死去した。
1954年8月、第1期全国人民代表大会山東省代表。1959年3月、第2期代表。1964年9月、第3期代表。

## 参考資料
- 彭婧怡; 赵纲 (2022年4月15日). “日照革命历史纪念馆丨日照暴动领导人之一牟春霆”. 人民网 2025年1月28日閲覧。
- “追忆陈雷：家国在心，每一个名字，都是党！”. 黄海晨刊. (2021年6月29日) 2025年1月28日閲覧。
- “追忆先烈安哲：热血浇灌革命路，长留火种在人间！”. 黄海晨刊. (2021年6月28日) 2025年1月28日閲覧。
- “追忆郑天九：他以热血追寻最绚烂的“红””. 黄海晨刊. (2021年8月6日) 2025年1月28日閲覧。
- 霞山会 編『現代中国人名辞典 1972年版』霞山会、1972年。